# Plymouth (Montserrat)
Pour les articles homonymes, voir Plymouth.
Plymouth est la capitale du territoire britannique d'outre-mer de Montserrat, située dans la paroisse de Saint Anthony. 
La ville a été abandonnée lors de l'éruption du volcan de la Soufrière situé à environ 4 kilomètres à l'est de la ville qui a été dévastée à partir du 18 juillet 1995. L'éruption se prolonge jusqu'à présent, ensevelissant l'agglomération sous des cendres pouvant parfois atteindre plusieurs mètres. 
C'est désormais la ville de Brades qui abrite les institutions gouvernementales.
La ville comptait 1 478 habitants au recensement de 1980, plus aucun après l'éruption. Ce qui en fait la seule capitale au monde à être une ville fantôme,.

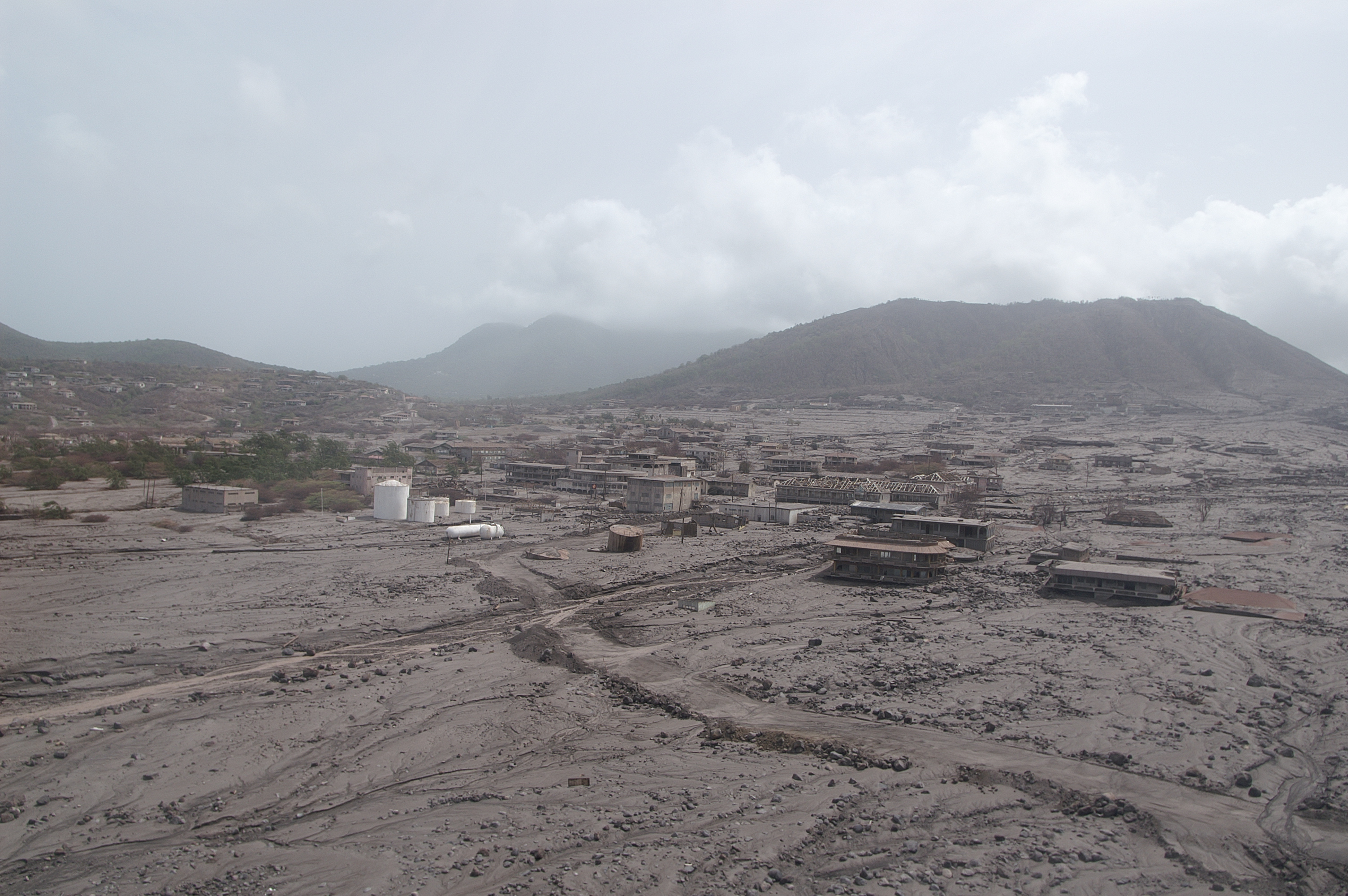
Photo de Plymouth en juillet 2006